# Rodésia do Norte
A Rodésia do Norte (atual Zâmbia) foi uma colónia britânica criada em 1911 e controlada pela Companhia Britânica da África do Sul até 1923. Nessa altura, o território passou a protetorado, enquanto que a colónia vizinha da Rodésia do Sul obtinha autonomia, mas ainda como território da Coroa Britânica. A razão desta mudança foi a intenção de Cecil Rhodes de juntar as Rodésias com a então União Sul-Africana.
Em 1953, a Rodésia do Norte juntou-se à Rodésia do Sul e à Niassalândia (atual Maláui) no que os britânicos chamaram a Federação da Rodésia e Niassalândia, que durou até 1963, seguindo-se a independência da Zâmbia a 24 de outubro de 1964.